# Liste der Biografien/Schor
Liste der Biografien |
Portal Biografien |
Personensuche
# |
A |
B |
C |
D |
E |
F |
G |
H |
I |
J |
K |
L |
M |
N |
O |
P |
Q |
R |
S |
T |
U |
V |
W |
X |
Y |
Z |
?
 
Sa |
Sb |
Sc |
Sd |
Se |
Sf |
Sg |
Sh |
Si |
Sj |
Sk |
Sl |
Sm |
Sn |
So |
Sp |
Sq |
Sr |
Ss |
St |
Su |
Sv |
Sw |
Sy |
Sz
 
Sca–Sce |
Sch |
Sci–Scz
 
Scha |
Schc |
Schd |
Sche |
Schg |
Schi |
Schj |
Schk |
Schl |
Schm |
Schn |
Scho |
Schp |
Schr |
Schs |
Scht |
Schu |
Schv |
Schw |
Schy
 
Schoa |
Schob |
Schoc |
Schod |
Schoe |
Schof |
Schog |
Schoh |
Schoi |
Schok |
Schol |
Schom |
Schon |
Schoo |
Schop |
Schor |
Schos |
Schot |
Schou |
Schov |
Schow |
Schoy
Die Liste der Biografien führt alle Personen auf, die in der deutschsprachigen Wikipedia einen Artikel haben. Dieses ist eine Teilliste mit 215 Einträgen von Personen, deren Namen mit den Buchstaben „Schor“ beginnt.

## Schor
- Schor, Bonaventura (1624–1692), österreichischer Maler
- Schor, David Solomonowitsch (1867–1942), russisch-jüdischer Pianist und Musikpädagoge
- Schor, Egid († 1701), österreichischer Maler
- Schor, Gabriele (* 1961), österreichische Kunstkritikerin, Dozentin und Kuratorin
- Schor, Hans († 1674), österreichischer Maler
- Schor, Johann Ferdinand († 1767), österreichischer Maler, Architekt und Ingenieur
- Schor, Johann Paul (1615–1674), österreichischer Maler
- Schor, Juliet (* 1955), US-amerikanische Soziologin, Ökonomin und Sachbuchautorin
- Schor, Konrad (1828–1908), preußischer Generalmajor
- Schor, Naomi (1943–2001), US-amerikanische Literaturkritikerin und Feminismustheoretikerin
- Schor, Naum (1937–2006), sowjetisch-ukrainischer Mathematiker
- Schor, Olga Alexandrowna (1894–1978), russische bzw. sowjetische Kunstwissenschaftlerin und Literaturwissenschaftlerin
- Schor, Philipp (1646–1701), österreichischer Maler und Architekt
- Schor, Rosalija Ossipowna (1894–1939), sowjetische Sprachwissenschaftlerin und Literaturhistorikerin

### Schora
- Schoras, Chiara (* 1975), deutsche SchauspielerinChiara Schoras (* 1975)

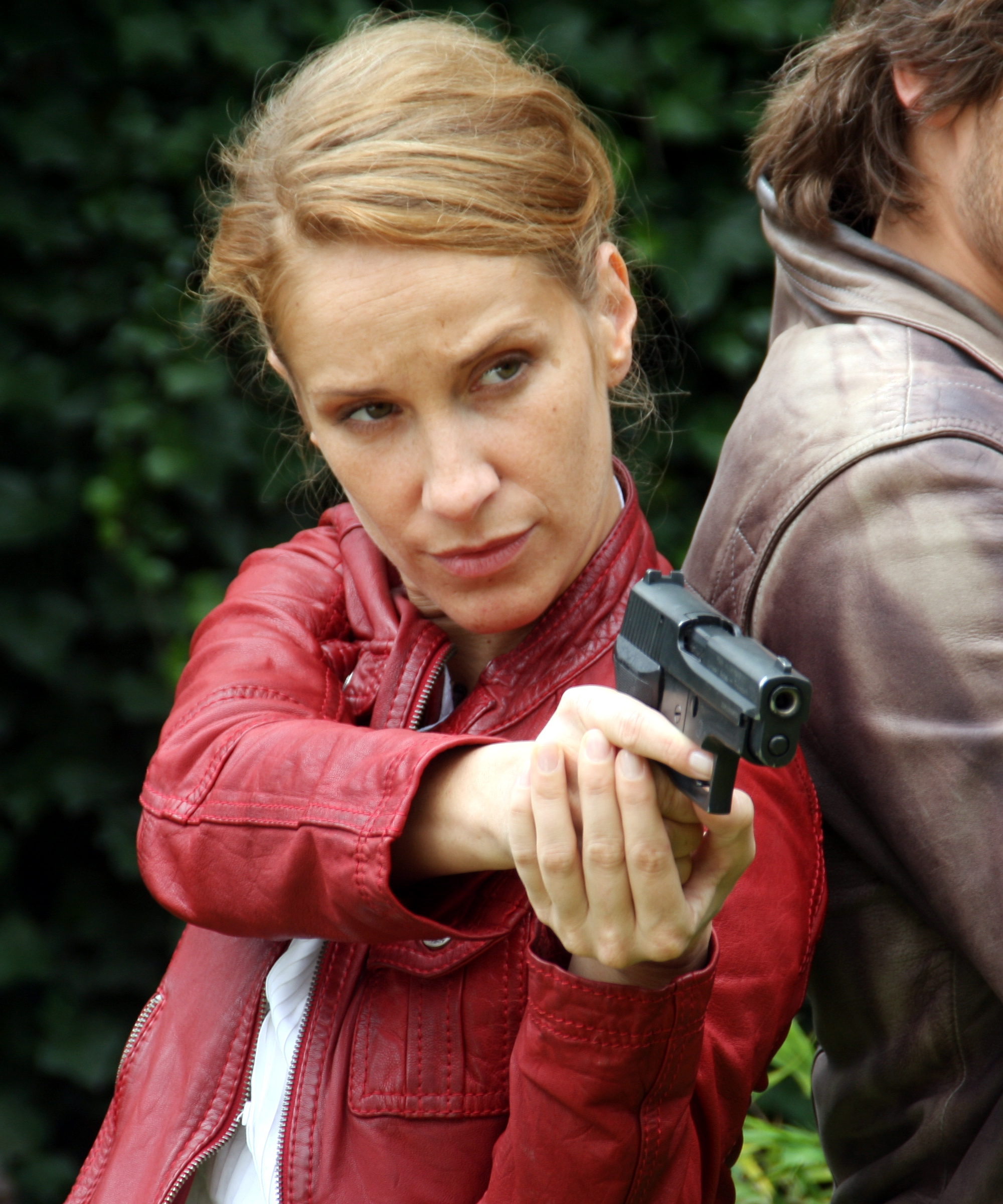
Chiara Schoras (* 1975)

### Schorb
- Schorb, Alfons Otto (1921–1983), deutscher Bildungsforscher und Medienpädagoge
- Schorb, Bernd (* 1947), deutscher Medienpädagoge
- Schorbach, Alice (* 1940), deutsche Künstlerin
- Schorbach, Bernhard (1897–1964), deutscher Autor und nordhessischer Heimatdichter
- Schorbach, Ferdinand (1846–1912), deutscher Architekt
- Schorbach, Karl (1851–1939), deutscher Bibliothekar
- Schorberger, Gregor (* 1947), deutscher Autor und Klinikseelsorger

### Schorc
- Schorch, Christopher (* 1989), deutscher Fußballspieler und -funktionärChristopher Schorch (* 1989)

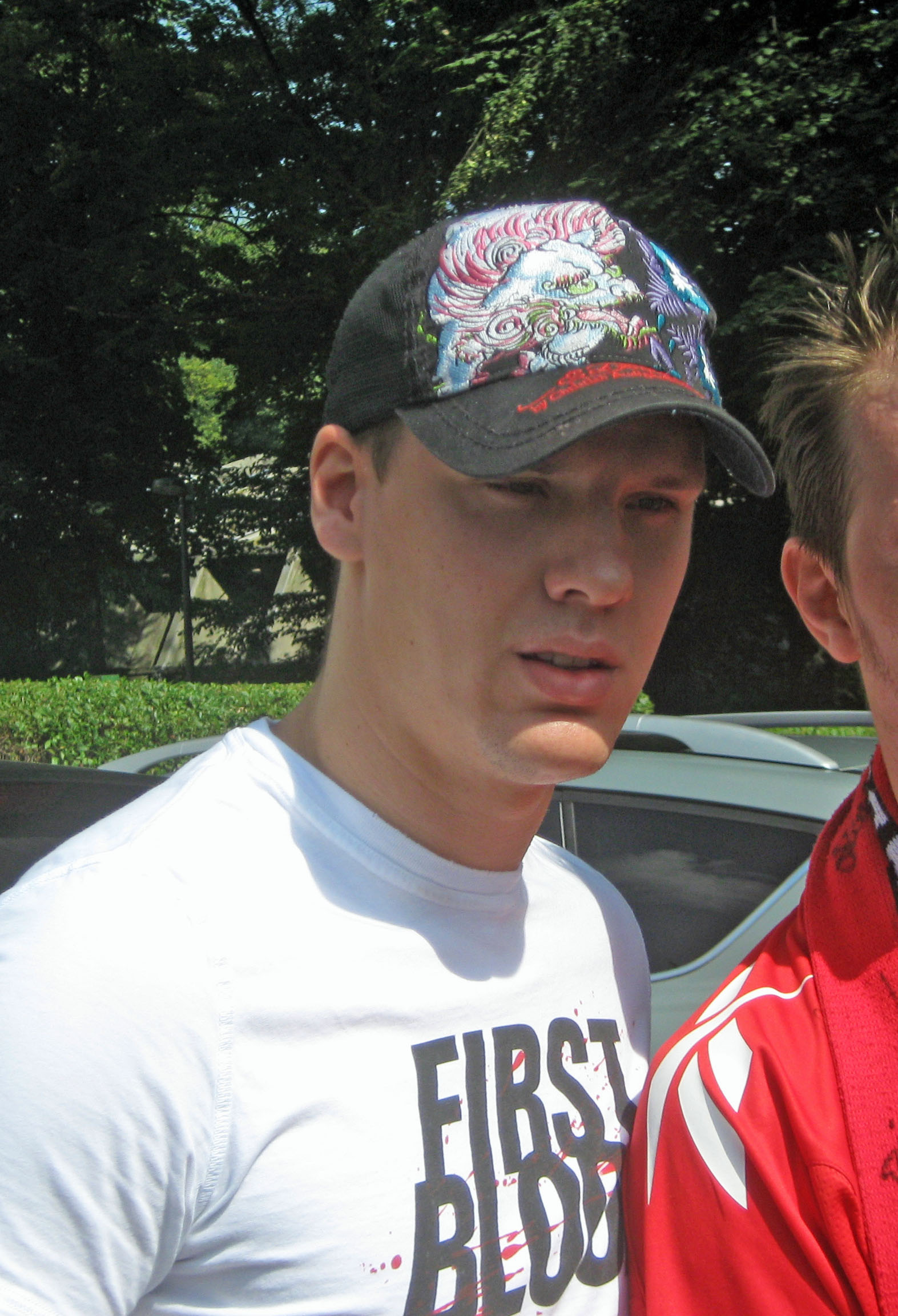
Christopher Schorch (* 1989)

- Schorch, Stefan (* 1966), deutscher evangelischer Theologe und Alttestamentler
- Schorcht, Wilhelm (1826–1885), Bürgermeister in Harburg, heute Ortsteil von Hamburg

### Schord
- Schordania, Lewan (* 1997), georgischer Fußballspieler
- Schordania, Noe (1868–1953), georgischer Politiker (Sozialdemokrat)
- Schordania, Tedo (1854–1916), georgischer Historiker, Philologe und Lehrer
- Schordje, Daniel Sebastian (* 1991), österreichischer Mixed-Martial-Arts-Kämpfer

### Schore
- Schore, Allan N. (* 1943), US-amerikanischer Psychologe, Verhaltensforscher und Neurobiologe
- Schore, Neil E. (* 1948), US-amerikanischer Chemiker
- Schoregge, Raoul (* 1969), deutscher Clown, Autor, Produzent und Regisseur
- Schorenberg, Paul Bouvy (1807–1867), holländischer Ingenieur und Geologe
- Schorer, Adolf (1899–1979), deutscher Bürgermeister
- Schorer, Angelika (* 1958), deutsche Politikerin (CSU), MdL
- Schorer, Christoph (1618–1671), deutscher Mediziner, Dichter und Astrologe
- Schorer, Cornelia (1863–1939), deutsche Ärztin
- Schorer, Isabel (* 1978), Schweizer Politikerin (FDP)
- Schorer, Jochen (* 1974), deutscher klassischer Schlagzeuger
- Schorer, Jörg (* 1972), deutscher Sportwissenschaftler und Hochschullehrer
- Schorer, Joseph (1894–1946), deutscher Fotograf
- Schorer, Theodor (1836–1918), Lübecker Apotheker, Esperanto-Sprecher und Politiker
- Schorer-Dremel, Tanja (* 1964), deutsche Politikerin (CSU), MdL
- Schorez, Marija Sergejewna (* 1990), russische Triathletin

### Schorg
- Schörg, Emmy (1930–2020), österreichische Schauspielerin
- Schörg, Gretl (1914–2006), österreichische Operettensängerin und Schauspielerin
- Schörg, Regina (* 1969), österreichische Opernsängerin (Sopran) und Gesangspädagogin
- Schörgendorfer, August (1914–1976), österreichischer Klassischer Archäologe
- Schörgenhofer, Robert (* 1973), österreichischer Fußballschiedsrichter
- Schörgenhumer, Elisabeth (* 1953), österreichische Pädagogin und Schriftstellerin
- Schörghofer, Gustav (* 1953), österreichischer Kunsthistoriker
- Schörghofer, Karl Junior, deutscher Judenretter und Gerechter unter den Völkern
- Schörghofer, Karl Senior (1879–1962), deutscher Friedhofsverwalter, Judenretter und Gerechter unter den Völkern
- Schörghofer, Katharina, deutsche Judenretterin und Gerechte unter den Völkern
- Schörghofer, Philipp (* 1983), österreichischer SkirennläuferPhilipp Schörghofer (* 1983)

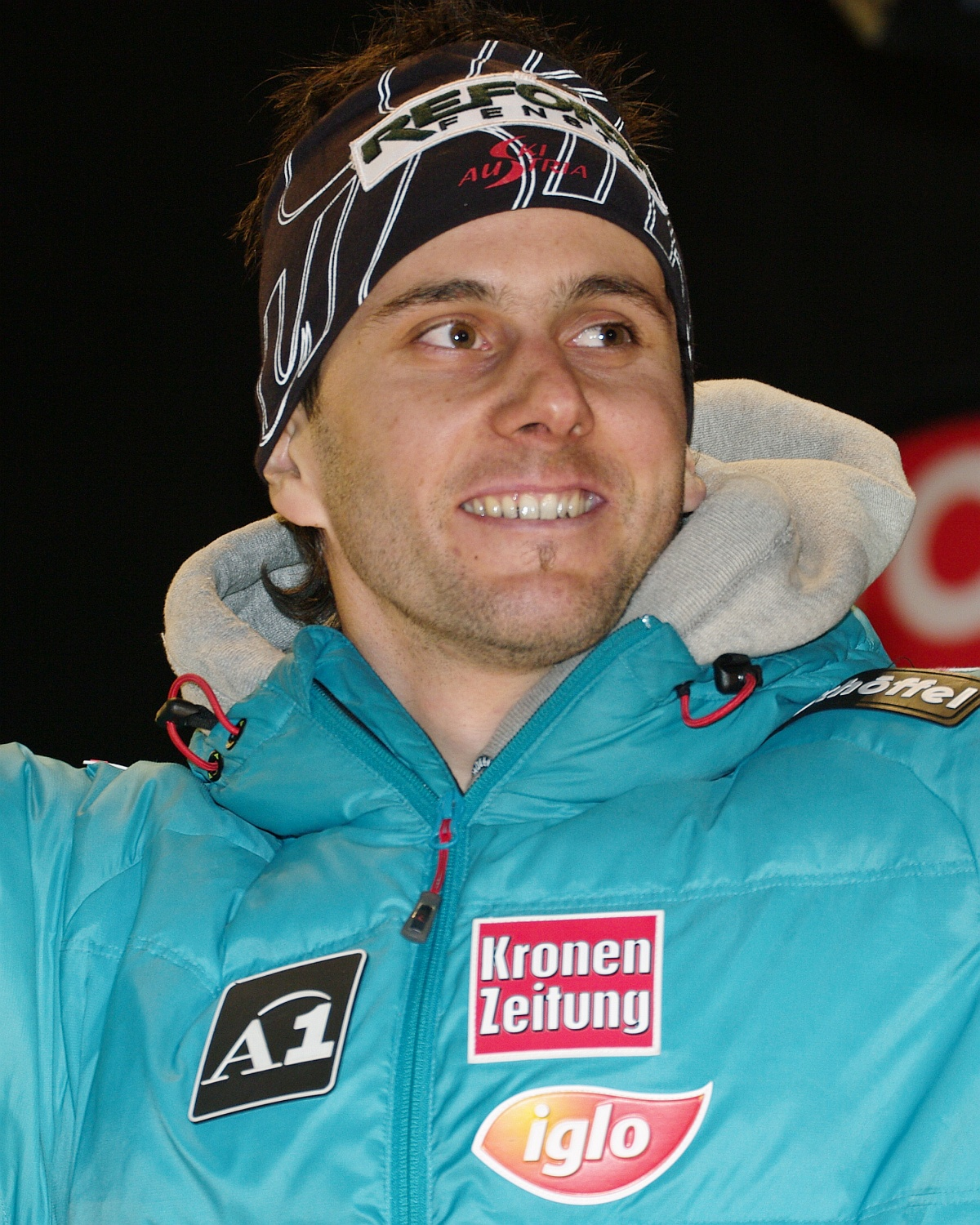
Philipp Schörghofer (* 1983)

- Schörghofer-Schleipfer, Martha, deutsche Judenretterin und Gerechte unter den Völkern
- Schörghuber, Alexandra (* 1958), deutsche Unternehmerin
- Schörghuber, Josef (1920–1995), deutscher Unternehmer
- Schörghuber, Karl (* 1949), österreichischer Stadtentwickler
- Schörghuber, Stefan (1961–2008), deutscher Unternehmer

### Schorh
- Schorhar, Bernhard, Bürgermeister von Bremen

### Schori
- Schori, Beat (* 1950), Schweizer Politiker
- Schori, Fritz (1887–1971), Schweizer Komponist und Dirigent
- Schori, Irene (* 1983), Schweizer Curlerin
- Schori, Nadine (* 1976), Schweizer SchauspielerinNadine Schori (* 1976)

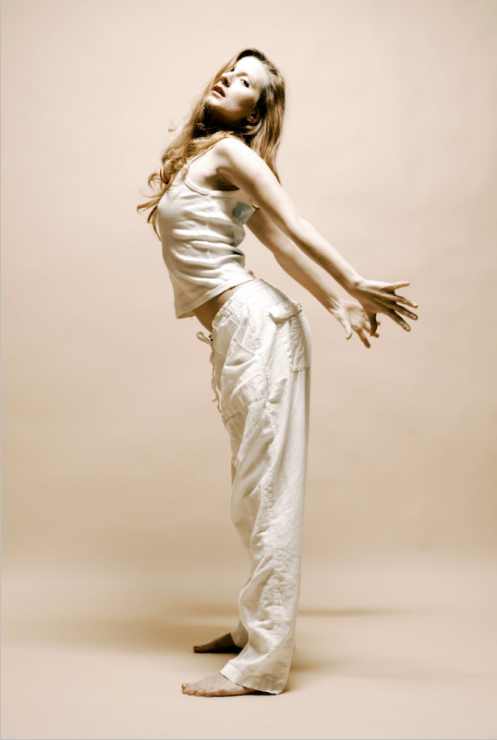
Nadine Schori (* 1976)

- Schori, Pierre (* 1938), schwedischer Diplomat Schweizer Abstammung
- Schories, Georg (1874–1934), deutscher Schachspieler und Problemkomponist
- Schories, Oliver (* 1982), deutscher DJ, Produzent und Remixer im Bereich der elektronischen Musik
- Schorigus, Wilhelm der Ältere, deutscher Bildhauer
- Schorigus, Wilhelm der Jüngere, deutscher Bildhauer
- Schorina, Anna Wladimirowna (* 1982), russische Synchronschwimmerin
- Schöringhumer, Max (1938–2015), österreichischer Politiker (VGÖ), Landtagsabgeordneter in Vorarlberg
- Schorisch, Adolf (1881–1966), deutscher Zeichner, Radierer und Illustrator
- Schorisch, Edmund (1897–1987), deutscher Bildhauer

### Schork
- Schork, Günter (1955–2016), deutscher Politiker (CDU), MdL
- Schork, Josef (* 1934), deutscher ehemaliger Gymnasiallehrer und Studiendirektor
- Schork, Joseph von (1829–1905), römisch-katholischer Erzbischof von Bamberg
- Schork, Matthias (1920–1979), rumänischer Musikpädagoge, Hochschuldozent, Komponist und Chorleiter
- Schork, Sabrina (* 1983), Hochschullehrerin
- Schörken, Hanna (* 1985), deutsche Sängerin (frei improvisierte Musik, Jazz und elektronische Musik)
- Schörken, Rolf (1928–2014), deutscher Geschichtsdidaktiker
- Schörkhuber, Eva (* 1982), österreichische Schriftstellerin
- Schorkop, Johann († 1509), deutscher Theologe, Kanoniker von St. Blasius und Büchersammler
- Schorkopf, Frank (* 1970), deutscher Jurist

### Schorl
- Schörl, Margarete (1912–1991), österreichische Kindergartenpädagogin
- Schorlau, Wolfgang (* 1951), deutscher SchriftstellerWolfgang Schorlau (* 1951)

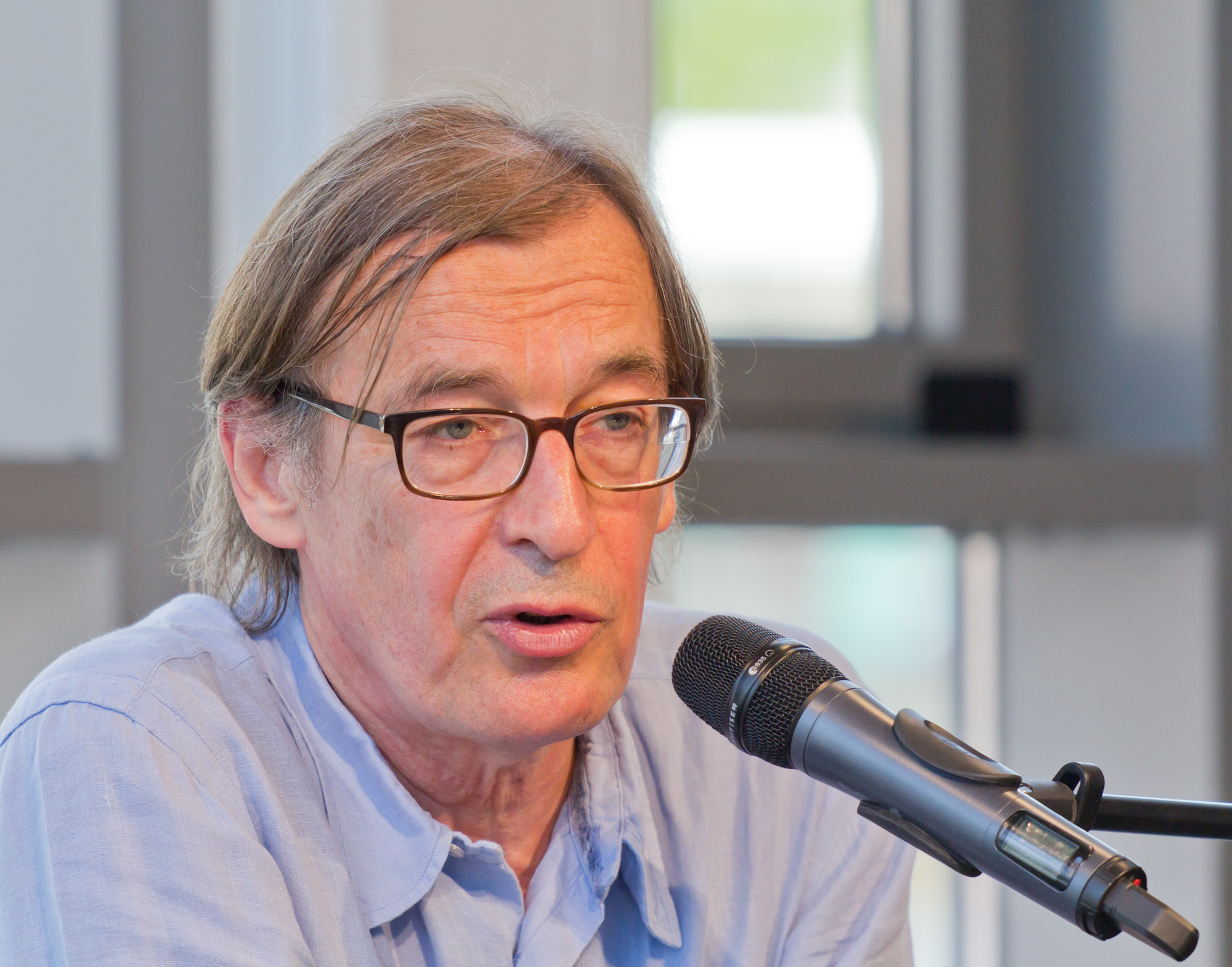
Wolfgang Schorlau (* 1951)

- Schörle, Eckart (* 1971), deutscher Historiker
- Schorlemer, Egbert von (1824–1894), preußischer Generalmajor
- Schorlemer, Ferdinand von (1870–1935), deutscher Verwaltungsjurist, Landrat des Kreises Warburg
- Schorlemer, Friedrich von (1815–1885), deutscher Rittergutsbesitzer und Politiker aus dem Adelsgeschlecht Schorlemer
- Schorlemer, Friedrich von (1842–1921), deutscher Rittergutsbesitzer und Politiker
- Schorlemer, Friedrich Wilhelm von (1786–1849), westfälischer Gutsbesitzer und konservativ-katholischer Politiker
- Schorlemer, Karl Friedrich Freiherr von (1886–1936), deutscher Politiker (DNVP), MdR
- Schorlemer, Ludolf Jobst von († 1630), Domherr in Münster und Paderborn
- Schorlemer, Reinhard von (* 1938), deutscher Politiker (CDU), MdL, MdB
- Schorlemer, Sabine von (* 1959), deutsche Politikerin (parteilos) und Hochschulprofessorin
- Schorlemer, Wilhelm Freiherr von (1888–1965), deutscher Politiker (NSDAP), MdR und SA-Führer
- Schorlemer, Wilhelm Heinrich von († 1670), Domherr in Münster
- Schorlemer, Wilhelm von (1821–1884), preußischer Offizier, Landrat und Politiker der Zentrumspartei
- Schorlemer-Alst, Burghard von (1825–1895), deutscher Politiker (Zentrum), MdR
- Schorlemer-Alst, Friedrich von (1854–1934), preußischer Landrat des Kreises Ahaus (1896–1920)
- Schorlemer-Alst, Hubert von (1856–1930), sächsischer Redakteur und Militärwissenschaftler
- Schorlemer-Lieser, August Freiherr von (1885–1940), deutscher Weingutbesitzer
- Schorlemer-Lieser, Clemens Freiherr von (1856–1922), deutscher Politiker und Oberpräsident der preußischen Rheinprovinz
- Schorlemmer, Carl (1834–1892), deutscher Chemiker
- Schorlemmer, Friedrich (1944–2024), deutscher Theologe und BürgerrechtlerFriedrich Schorlemmer (1944–2024)

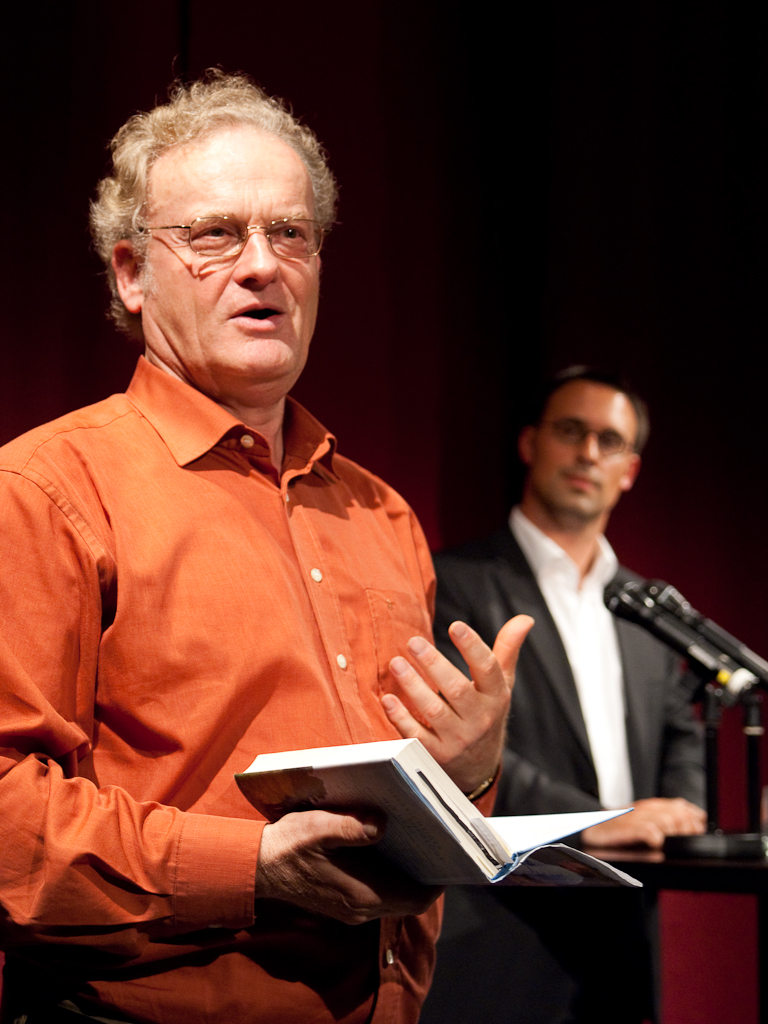
Friedrich Schorlemmer (1944–2024)

- Schorlemmer, Heinz (1906–1978), deutscher Schauspieler bei Bühne und Film sowie Sänger und Theaterregisseur
- Schorlemmer, Ludwig (1847–1926), deutscher Sozialdemokrat
- Schorlemmer, Ludwig Wilhelm von († 1776), preußischer Generalleutnant
- Schorlemmer, Rudolf († 1936), deutscher Arzt
- Schorler, Vicke († 1625), deutscher Chronist, Künstler
- Schörlin, Karl (1882–1955), deutscher Richter
- Schörling, Melker (1947–2023), schwedischer Unternehmer

### Schorm
- Schorm, Evald (1931–1988), tschechoslowakischer Filmregisseur
- Schorm, Rainer (1965–2025), deutscher Schriftsteller und Grafik-Designer
- Schormann, Dieter (* 1945), deutscher Buchhändler
- Schormann, Gerhard (1942–2018), deutscher Historiker
- Schormann, Klaus (* 1946), deutscher Sportfunktionär
- Schormann, Robert (1906–1962), deutscher Politiker (NSDAP), MdHB, MdR und SA-Führer
- Schormann, Sabine (* 1962), deutsche Germanistin und Kulturmanagerin
- Schormann, Tobias (* 1986), deutscher Schauspieler und Sänger
- Schormüller, Josef (1903–1974), deutscher Chemiker und Lebensmittelchemiker

### Schorn
- Schorn, Adelheid von (1841–1916), deutsche Schriftstellerin
- Schorn, Carl (1818–1900), deutscher Jurist und Politiker
- Schorn, Christine (* 1944), deutsche SchauspielerinChristine Schorn (* 1944)

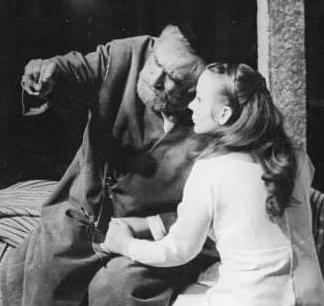
Christine Schorn (* 1944)

- Schorn, Daniel (* 1988), österreichischer Radrennfahrer
- Schorn, Franz Joseph (1834–1905), deutscher Orgelbauer
- Schorn, Fritz (1919–2004), österreichischer Politiker (SPÖ), Landtagsabgeordneter
- Schorn, Henriette von (1807–1869), deutsche Dichterin, Märchensammlerin und Salondame
- Schorn, Hildegard (* 1947), österreichische Landwirtin und Politikerin (ÖVP), Abgeordnete zum Nationalrat
- Schorn, Jean (1901–1973), deutscher Radrennfahrer
- Schorn, Jean (1912–1994), deutscher Radrennfahrer
- Schorn, Joe (1911–1994), deutscher Schauspieler und Sänger
- Schorn, Johann († 1718), deutscher Lauten- und Geigenbauer in Salzburg
- Schorn, Johann (* 1940), österreichischer Fußballtorhüter
- Schorn, Johann Paul (1682–1758), Geigenbauer, Komponist und Violinist
- Schorn, Joseph (1856–1927), Landtagsabgeordneter Volksstaat Hessen
- Schorn, Karl (1800–1850), deutscher Historienmaler
- Schorn, Karl (1893–1971), deutscher Schriftsteller
- Schorn, Ludwig von (1793–1842), deutscher Kunsthistoriker und Hochschullehrer
- Schorn, Matthias (* 1982), österreichischer Klarinettist aus dem Salzburger Land
- Schorn, Patrick (* 1986), deutscher Schauspieler
- Schorn, Peter (* 1978), italienischer Schauspieler mit deutschsprachigem Hintergrund
- Schorn, Stefan (* 1971), deutscher Altphilologe
- Schorn, Steffen (* 1967), deutscher Jazzmusiker
- Schorn, Stephan (* 1975), deutscher Einzelhandelskaufmann und autodidaktischer Entomologe
- Schorn, Theobald (1866–1915), deutscher Landschaftsmaler
- Schorn, Thorsten (* 1976), deutscher Radio- und FernsehmoderatorThorsten Schorn (* 1976)

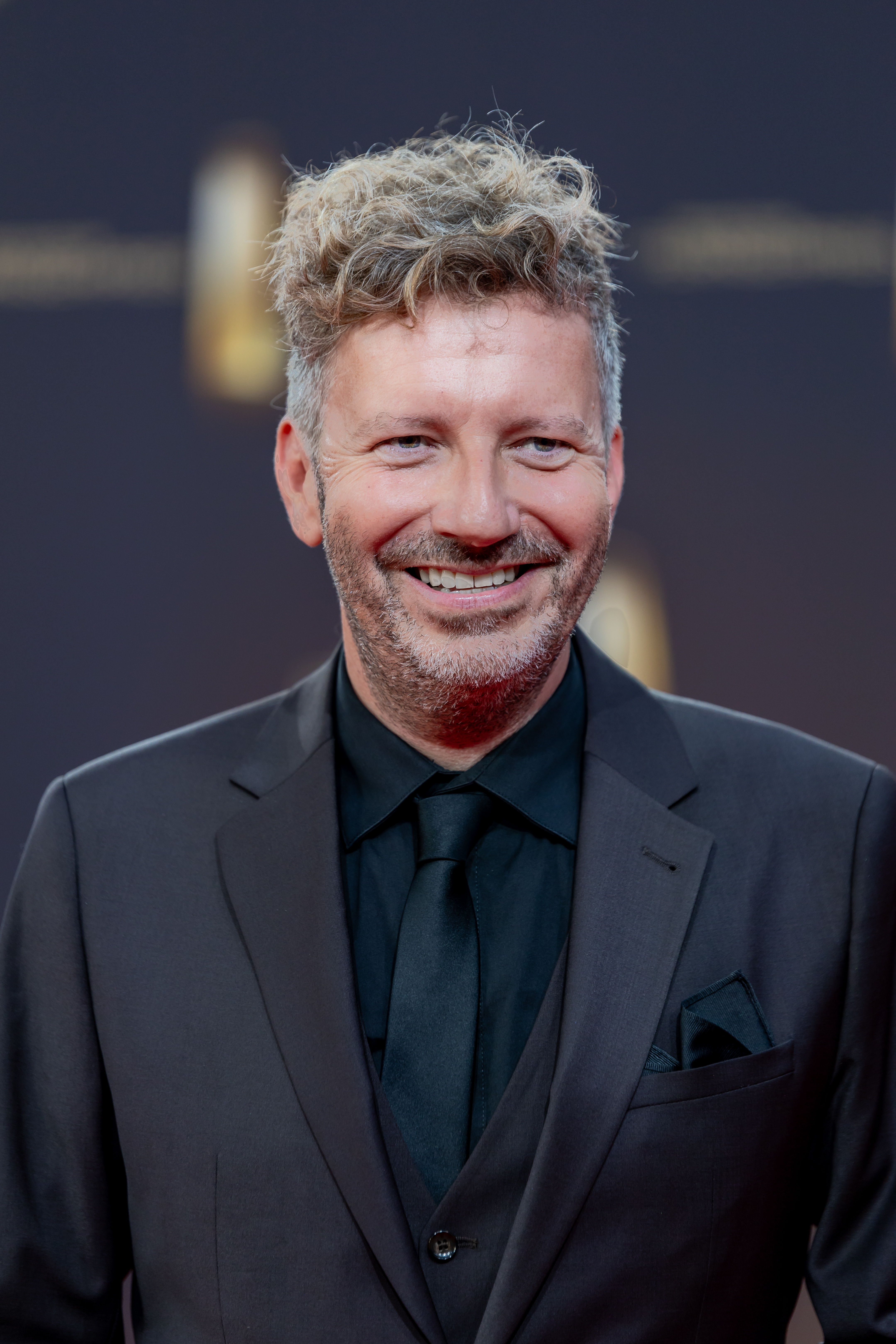
Thorsten Schorn (* 1976)

- Schorn, Uta (* 1947), deutsche Schauspielerin und Moderatorin
- Schorn, Uta (* 1957), deutsche Kunstturnerin
- Schorn, Vincent (* 1997), deutscher Kickboxer
- Schorn, Wilhelm (1895–1968), deutscher Bauingenieur, Statiker und Hochschullehrer
- Schorn, Wilhelm Eduard (1806–1857), erster Direktor des Berliner Kupferstichkabinetts
- Schorn-Schütte, Luise (* 1949), deutsche Historikerin
- Schorná, Pavla (* 1980), tschechische Biathletin
- Schornagel, Jürgen (1939–2025), deutscher Schauspieler
- Schornbaum, Karl (1875–1953), deutscher evangelischer Theologe
- Schornberg, Jasmin (* 1986), deutsche Kanutin
- Schornböck, Alois (1863–1926), österreichischer Maler
- Schörner, Ferdinand (1892–1973), deutscher Generalfeldmarschall im Zweiten WeltkriegFerdinand Schörner (1892–1973)

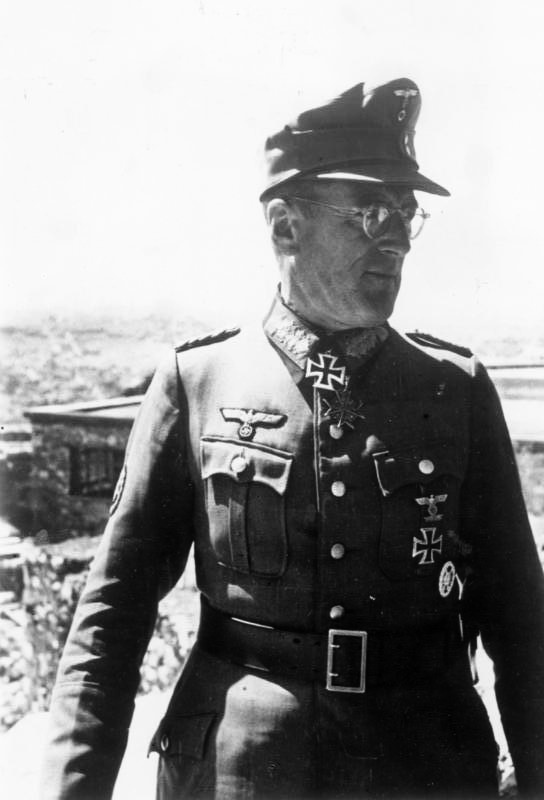
Ferdinand Schörner (1892–1973)

- Schörner, Günther (* 1960), deutscher Klassischer Archäologe
- Schörner, Hadwiga (* 1965), deutsche Klassische Archäologin
- Schörnich, Fritz (1922–1988), deutscher Fußballschiedsrichter
- Schörnig, Niklas (* 1972), deutscher Politikwissenschaftler
- Schorning, Peter (* 1947), deutscher Schwimmer
- Schorno, Paul (1930–2019), Schweizer Theaterkritiker und Buchautor
- Schornsheim, Christine (* 1959), deutsche Cembalistin und Pianistin
- Schornstein, Dieter (1940–2014), deutscher Automobilrennfahrer
- Schornstein, Hermann (1811–1882), deutscher Pianist, Dirigent und Komponist
- Schornstein, Johannes (1789–1853), Musikdirektor und Chorleiter in Elberfeld, Mitbegründer der Niederrheinischen Musikfeste
- Schornstein, Johannes (1909–1976), deutscher Verwaltungsbeamter, Beamteter Staatssekretär
- Schornstheimer, Michael (* 1956), deutscher Soziologe und Journalist
- Schorný, Luboš (* 1975), tschechischer Biathlet

### Schoro
- Schorowsky, Peter (* 1964), deutscher MusikerPeter Schorowsky (* 1964)

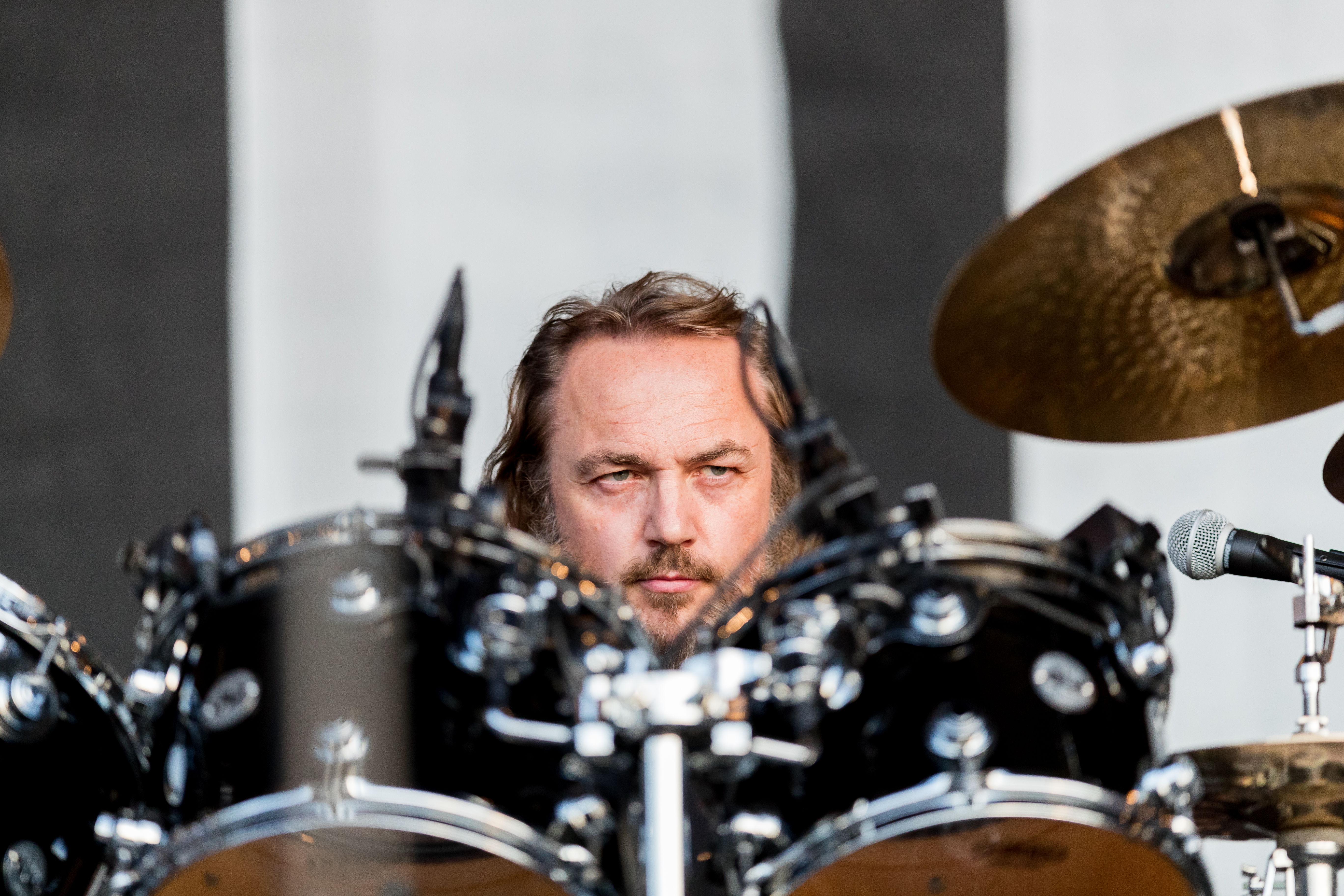
Peter Schorowsky (* 1964)

### Schorp
- Schorp-Pflumm, Hanne (1921–1990), deutsche Bildhauerin
- Schorpion, Frank, kanadischer Schauspieler und Synchronsprecher

### Schorr
- Schorr von Hasel, Jakob († 1566), Kanzler im Herzogtum Zweibrücken
- Schorr, Angela (* 1954), deutsche Psychologin und psychologische Psychotherapeutin
- Schorr, Eva (1927–2016), deutsche Komponistin und Malerin
- Schorr, Friedrich (1888–1953), österreichisch-amerikanischer Opernsänger (Bassbariton)
- Schorr, Fritz Gustav (1901–1991), Schweizer Maler, Plastiker, Raumausstatter und Schauwerbegestalter.
- Schorr, Josua Höschel (1818–1895), österreichischer Publizist und jüdischer Gelehrter
- Schorr, Karl (* 1924), deutscher Fußballspieler
- Schorr, Karl-Eberhard (1919–1995), deutscher Erziehungswissenschaftler und Hochschullehrer
- Schorr, Lisa (* 1982), deutsche Leichtathletin
- Schorr, Malke (1885–1961), österreichische Schneiderin und Mitgründern der Österreichischen Roten Hilfe
- Schorr, Michael (* 1965), deutscher Regisseur
- Schorr, Milton (* 1981), südafrikanischer Schauspieler
- Schorr, Moses (1874–1941), polnischer Historiker, Orientalist, Rabbiner und Politiker
- Schorr, Patrick (* 1994), deutscher Fußballspieler
- Schorr, Richard Reinhard Emil (1867–1951), deutscher Astronom und Hochschullehrer
- Schorr, Sari, US-amerikanische Bluesrock-Sängerin und SongwriterinSari Schorr

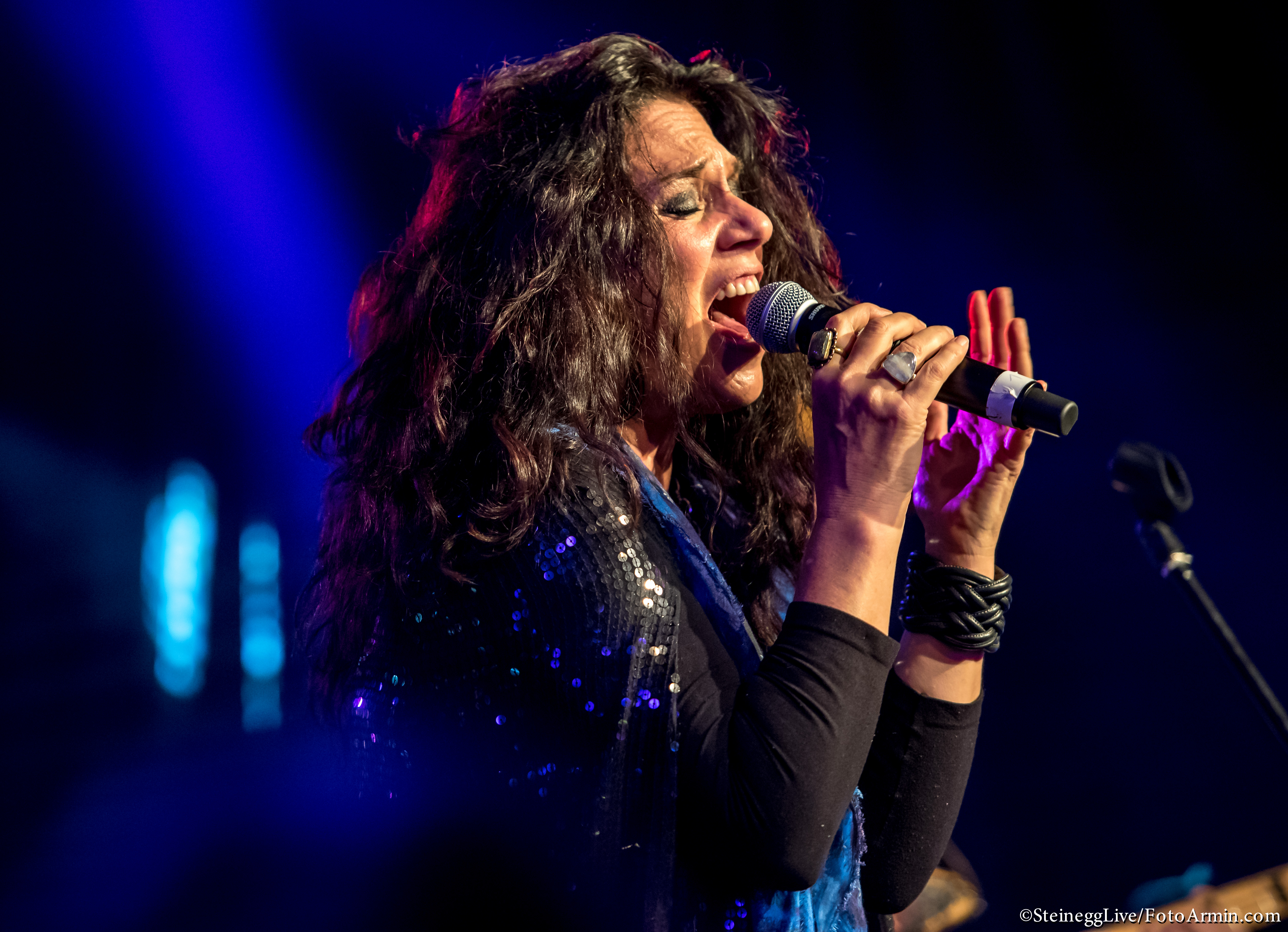
Sari Schorr

- Schorr, Sebastian (* 1989), deutscher Politiker (CDU)
- Schorr, Tobias, deutscher Wirtschaftsjournalist
- Schorrig, Werner (* 1950), deutscher Fußballspieler
- Schorror, Leopold Heinrich Wilhelm von (1703–1753), römisch-katholischer Titularbischof und Apostolischer Vikar

### Schors
- Schors, Georg (1913–1997), österreichischer Fußballspieler
- Schors, Heinz (* 1940), deutscher Fußballtorhüter
- Schorsch, Eberhard (1935–1991), deutscher Arzt, Psychiater, Sexualforscher und Autor
- Schorsch, Emil (1899–1982), hannoverscher Rabbiner, der über England 1940 in die USA flüchtete
- Schorsch, Gerhard (1900–1992), deutscher Neurologe und Psychiater
- Schorsch, Gustav (1918–1945), tschechischer Bühnenschauspieler
- Schorsch, Ismar (* 1935), US-amerikanischer Kanzler des Jewish Theological Seminary (JTS) in New York, Präsident des Leo Baeck Instituts
- Schorsch, Johann (1874–1952), österreichischer Politiker (SPÖ), Landtagsabgeordneter, Abgeordneter zum Nationalrat, Mitglied des Bundesrates
- Schorscholiani, Irakli (* 2003), georgischer Speerwerfer
- Schörshusen, Horst (* 1951), deutscher Politiker (Die Grünen), MdL
- Schorske, Carl E. (1915–2015), US-amerikanischer Historiker

### Schort
- Schört, Brostrup Jacobsen von (1622–1703), kurbrandenburger Generalwachtmeister und Kommandeur der Artillerie, dänischer und hessen-kasselscher Generalleutnant sowie Kommandant von Kassel
- Schorta, Andrea (1905–1990), Schweizer Romanist
- Schortemeier, Dirk (1943–2015), deutscher Journalist und Rundfunkjournalist
- Schortinghuis, Wilhelmus (1700–1750), niederländischer reformierter Theologe
- Schortmann, Cécile (* 1971), deutsche Journalistin und FernsehmoderatorinCécile Schortmann (* 1971)

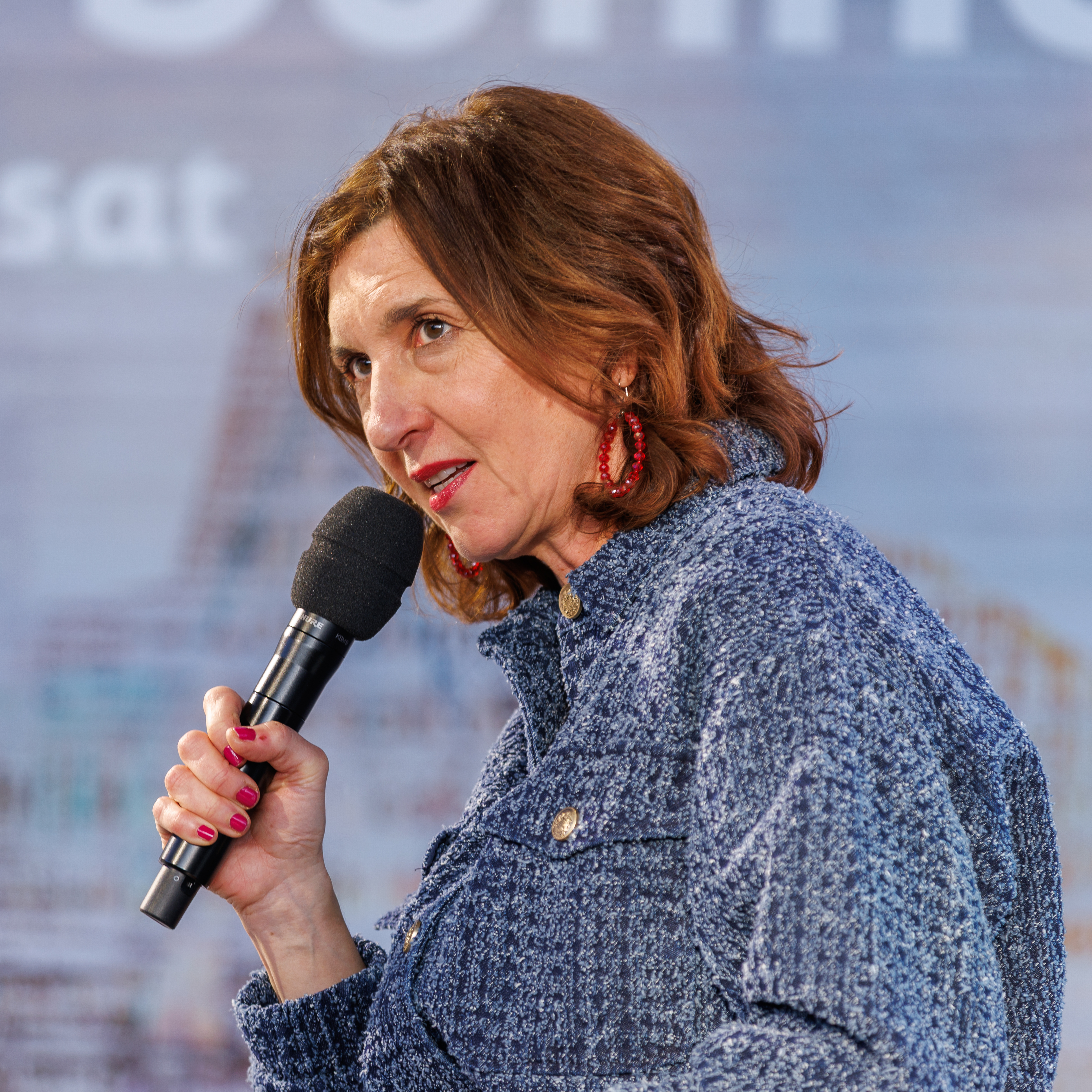
Cécile Schortmann (* 1971)

- Schortsanitis, Sofoklis (* 1985), griechischer Basketballspieler

### Schory
- Schorygin, Pawel Polijewktowitsch (1881–1939), russischer Chemiker

### Schorz
- Schorz, Fritz (1889–1945), deutscher Verwaltungsjurist und Landrat